# Litwa Zawilejska
Litwa Zawilejska, Zawilia (lit. Užnerio Lietuva) – historyczny region na Litwie.
Obejmuje tereny położone za Wilią według orientacji wileńskiej; pod tym względem jest przeciwstawny wobec Litwy Powilejskiej, która obejmowała powiat oszmiański i święciański. Litwa Zawilejska obejmowała część dawnego powiatu wileńskiego na północ od Wilii, dawny powiat wiłkomierski i brasławski.
Pojęcie Litwy Zawilejskiej zostało w kronice Macieja Stryjkowskiego. Używane było m.in. przez kancelarię wielkiego księcia litewskiego, zazwyczaj w kontraście do oszmiańskiej strony Wilii. Nadanie znamion polityczno-ekonomicznych obszarom Litwy Zawilejskiej było dziełem XVI-wiecznej historiografii. Zdaniem Zbysława Wojtkowiaka terytorialnie Litwa Zawilejska i Powilejska nawiązywały do Dziawołtwy i Nalszy. 
W latach 1795–1842 powiat święciański nosił miano ujazdu zawilejskiego. 